# Người Mỹ gốc Bulgaria
Người Mỹ gốc Bulgaria là người Mỹ có nguồn gốc từ Bulgaria.
Trong cuộc điều tra dân số Hoa Kỳ năm 2000, 55.489 người Mỹ đã chỉ ra người Bulgaria là tổ tiên đầu tiên của họ, trong khi 92.841 người tuyên bố có tổ tiên người Bulgaria. Những người này có thể bao gồm người Mỹ gốc Bulgaria sống ở Hoa Kỳ trong một hoặc một vài thế hệ, công dân Mỹ gốc Bulgaria kép hoặc bất kỳ người Mỹ gốc Bulgaria nào khác coi mình có liên kết với cả hai nền văn hóa hoặc quốc gia.
Một số người Mỹ gốc Bulgaria có thể được sinh ra ở Bulgaria, Hoa Kỳ hoặc các quốc gia khác có dân số Bulgaria. Bởi vì một số người Bulgaria không phải là công dân Mỹ, những người khác là công dân kép và tổ tiên của những người khác đã đến Hoa Kỳ từ nhiều thế hệ trước, một số người này tự coi mình chỉ đơn giản là người Mỹ, người Bulgaria. Người Bulgaria sống ở Hoa Kỳ hoặc Bulgaria.
Sau cuộc điều tra dân số Hoa Kỳ năm 2000, trong những năm gần đây, dân số tăng đáng kể - theo đánh giá chung của các đại diện ngoại giao Bulgaria tại Hoa Kỳ năm 2010, có 250.000 người Bulgaria cư trú ở nước này, và hơn 30.000 sinh viên

## Dân số
Dân số người Mỹ gốc Bulgaria từ năm 2010.
| Năm  | Dân số |
| ---- | ------ |
| 2010 | 62.684 |
| 2011 | 65.202 |
| 2012 | 64.964 |
| 2013 | 67.941 |
| 2014 | 63.318 |
| 2015 | 67.377 |
| 2016 | 70.800 |